# 大武神王
大武神王（たいぶしんおう、テムシンワン、韓国語: 대무신왕, ラテン文字転写: Daemusin-wang）は、高句麗の第3代国王（在位：18年 - 44年）であり、大解朱留王、解朱留ともいう。『三国史記』高句麗本紀によると姓は高、諱は無恤（ぶじゅつ、ムヒュル）。『魏書』高句麗伝では如栗または莫來と記されている。治世中に周辺部族へ侵攻して高句麗の領域を拡張しており、初期の高句麗においてその基礎を築いたと言ってもよい人物である。

## 治世
先代の瑠璃明王の3番目の男子であり、13年に高句麗が扶余から攻められたとき、王の命に従って、無恤は奇策を以て扶余軍を防ぎ、却って撃退した。この功績によって翌14年に11歳で太子に立てられ、高句麗の軍事権限を与えられた。18年10月に瑠璃明王の死去に伴い、王位を継いだ。
22年2月には扶余へ侵攻して帯素王の首を取ったが、帯素の弟（金蛙王の末子）が扶余の残党を取り纏め、鴨緑谷で曷思王を称して扶余の勢力は今しばらく存続した。大武神王はこの戦いでの戦死者を弔い戦傷者を慰問するなどしたため、民は大武神王の徳に感じ入って身を国に奉げることを誓った。同年7月には扶余の帯素王の従弟が族人1万余人を率いて投降してき、26年10月には蓋馬国を征伐した。同年12月には蓋馬国が滅ぼされたことを聞いた句茶国王が国ごと投降してきた、というように次第に領土を拡張した。28年に後漢の遼東太守から討伐を受けたが、尉那巌城に籠城して数十日に渡って固守し、漢軍を功なく引き上げさせた。32年には楽浪国へ侵攻して降伏させ、後に37年には改めて楽浪国を滅ぼして支配下に収めた。しかし同地に対して44年9月には後漢の光武帝が海路出兵して討伐、楽浪郡を回復し、薩水（現在の清川江）以南が後漢の郡県とされた。この敗北の後に王は44年のうちに死去し、大獣林の原にて葬儀を行われ大武神王と諡された。
史実では大武神王に該当するかどうか不明だが、中国側の史料によると高句麗は建武8年（32年）には後漢に対して朝貢を行っており、光武帝より名を下句麗（王莽によって高句麗から改名されたもの）から高句麗に戻されている。『後漢書』に拠れば、このとき同時に爵位を侯から王に戻されたとし、『三国志』では、このとき高句麗侯から初めて高句麗王に叙せられたとある。『魏書』高句麗伝には「朱蒙死，閭達代立。閭達死，子如栗代立。如栗死，子莫來代立，乃征夫餘，夫餘大敗，遂統屬焉」とあり、『三国史記』の伝える系譜とは異なりを見せる。夫余を攻めたという記事から莫來が大武神王とも見られるが、井上秀雄は如栗の古音が無恤に通じるとして如栗を大武神王、莫來を慕本王とする（参考文献の東洋文庫『三国史記2』、45頁と66頁）。

## 楽浪国についての説話
『三国史記』高句麗本紀・大武神王紀には、大武神王の王子好童と楽浪国王の崔理の娘楽浪公主の話として今に知られている説話が挿入されている。
好童が楽浪公主を妻とするに当たって、楽浪国の宝である角笛・太鼓（敵が寄せると自然と鳴るというもの）を壊すことを促した。娘がこれらを壊した事を聞いた後、好童は大武神王に今こそ楽浪国に攻め入る好機と勧め、王は楽浪国に攻め入った。宝器が鳴らなかったために軍備を怠った楽浪王は突然城下に迫った高句麗軍を見て驚き、宝器が壊されていることを知って娘を殺し、城を出て降伏した。

## 登場作品
- ゲーム化もされた有名な漫画「風の国（朝鮮語版）」の主人公となっている。
  - テレビドラマ「風の国 ～The Land of Wind～」（2008年、演：ソン・イルグク）
- テレビドラマ「幻の王女チャミョンゴ」（2009年、演：ムン・ソングン）